# Armando Gostanián
Armando Gostanián (10 de octubre de 1933-8 de agosto de 2022) fue un empresario argentino que se desempeñó como Director de la Casa de Moneda de Argentina durante las presidencias de Carlos Menem (1989-1999).

## Biografía
Empresario del rubro textil de familia armenia, dueño de la casa de corbatas y camisas Rigar's, fue conocido por su amistad personal con Carlos Menem, quien lo apodaba Gordo Bolú, sobrenombre del cual se enorgullecía.
Durante su gestión en la Casa de Moneda se diseñó y se emitió el peso convertible, que dejó de serlo en 2002.
Personaje pintoresco del llamado menemismo, es recordada la emisión de dos series de billetes (los llamados Menemtruchos) festejando una el cumpleaños 60 del Presidente, y otra celebrando su gestión. Emitidos en papel moneda de curso legal por la Casa de Moneda, sociedad del estado de la cual era la máxima autoridad, esta decisión le valió una investigación por malversación de fondos públicos, aunque finalmente fue sobreseído.
También causó escándalo el descubrimiento de billetes con numeración duplicada, y con una remodelación estética de las oficinas de la Casa de Moneda, que según la denuncia del concejal porteño Aníbal Ibarra habría ascendido al costo irregular de 2 millones de pesos/dólares.
Dejó su puesto en 1999, al tiempo que el radical Fernando de la Rúa asumía la Presidencia.
Como muestra de su amistad hacia Carlos Menem, en 2001 Gostanián le prestó su quinta en Don Torcuato para que cumpliera el arresto domiciliario en la causa del tráfico de armas a Croacia y Ecuador.

## Procesos judiciales
En 2009 fue procesado por enriquecimiento ilícito. A finales de ese mismo año, se informó que la causa estaba próxima al juicio oral.
El 14 de agosto de 2015 fue condenado a 5 años de prisión efectiva y a devolver 800 000 dólares por el cobro de una coima a una empresa alemana mediante sobreprecios para comprar equipos técnicos. Durante el juicio se determinó que al cabo de seis operaciones comerciales que la Casa de Moneda hizo con la firma alemana entre 1996 y 1999, la compañía depositó en una cuenta bancaria de Gostanián el 30 por ciento del valor de la orden de pago en concepto de coima.

## Fallecimiento
Gostanián murió el 8 de agosto de 2022 a la edad de 88 años.